# Estácio de Lacerna (la Serna)
Estácio de Lacerna (la Serna), (Sevilha, ca. 1570-Peru, depois de 1616) Foi um compositor e organista que trabalhou em Espanha, Portugal e Peru.

## Vida
Estácio de Lacerna (la Serna), (Sevilha, ca. 1570-Peru, depois de 1616) Foi um compositor e organista que trabalhou em Espanha, Portugal e Peru.  Era filho de Alexandro de la Serna, um célebre cantor (baixo) da Catedral de Sevilha. Estácio sucedeu a Hernando de Tapia no cargo de organista na igreja colegiada de S. Salvador de Sevilha, a 29 de Outubro de 1593. Demitiu-se deste cargo a 6 de Março de 1595 para aceitar o mesmo tipo de funções enquanto organista da Capela Real em Lisboa. Aí, trabalhou entre 1 de Abril de 1595 e 25 de Fevereiro de 1604. Neste mesmo ano Manuel Rodrigues Coelho entra em funções como organista da Capela Real. A partir dessa data Estácio de Lacerna terá viajado para o Peru, onde passou o resto da sua vida. Sabe-se que a 18 de Abril de 1614, Estácio de Lacerna era Mestre de Capela da Catedral de Lima. Sabe-se também que o compositor trocou de posto com o organista da Catedral, Miguel de Bobadilla.

## Obra
Duas peças suas para órgão (dois tentos ou obras do 6º tom: Obra de 6º Tom por Ut e Obra de 6º Tom por ge-sol-ré-ut) estão num manuscrito apenso à edição impressa da Facultad Organica de Francisco Correa de Arauxo na Biblioteca do Palácio Nacional da Ajuda, com a cota 38-XII-27, ff. 205-217v. Este manuscrito está em tablatura espanhola.